# ノベルズ
ノベルズ（novels、ノベルス）とは、出版形式のひとつで、日本の出版業界において一般に新書サイズ（新書判）の小説、あるいはそのシリーズを表す。特に大きさについて言う場合には、ノベルズ判（ノベルス判）という言葉が用いられる。
イギリスのペンギン・ブックス（Penguin Books Ltd.）などのペーパーバックのシリーズを参考にしてつくられたといわれる。
サイズは新書判と同様、173mm×105mm程度である。

## 概要
1950年代には、岩波新書も一時期小説作品を新書で刊行したり、角川書店が角川小説新書を刊行したりと、新書判の小説叢書も存在したが、この形式を定着させたのは、1959年創刊のカッパ・ノベルス（光文社）がベストセラーを連発したことが大きい。また、海外ミステリーを中心としたハヤカワ・ポケット・ミステリ（早川書房）の存在も大きい。
特にカッパ・ノベルスは松本清張『点と線』など、推理小説の牙城として君臨。また小松左京の『日本沈没』など、SFもよく書かれた。社会派ミステリーは上製本にやや押されつつあったが、本格派推理小説が大きな存在感を示していた。また西村京太郎をはじめとする旅情ミステリーのシェアも大きい。
ジャンルとしては、ミステリの他に、架空戦記やファンタジー、中高生向けの小説もある。
2019年現在、刊行点数は減少傾向にある。

## 一般向け
- 朝日新聞出版
  - 朝日ノベルズ（ASAHI NOVELS）
- 学研パブリッシング
  - 歴史群像新書（Rekishi Gunzo Books）
- KADOKAWA 角川書店
  - カドカワ・エンタテインメント[注釈 2]（Kadokawa Entertainment）
- 経済界
  - リュウノベルス（RYU NOVELS）
- 幻冬舎
  - 幻冬舎ノベルス（GENTOSHA NOVELS）
    - 幻冬舎推理叢書
- 講談社
  - 講談社ノベルス（KODANSHA NOVELS）
- 光文社
  - カッパ・ノベルス（KAPPA NOVELS）
- コスミック出版
  - COSMO NOVELS
- 実業之日本社
  - ジョイ・ノベルス（JOY NOVELS）
    - ジョイ・ノベルス・シミュレーション
- 祥伝社
  - ノン・ノベル（NON NOVEL）
- 新人物往来社
  - 新人物ノベルス
- 中央公論新社
  - C★NOVELS
    - C★NOVELS Fantasia
    - C★NOVELS Bibliotheque
- 徳間書店
  - トクマ・ノベルズ（TOKUMA NOVELS）
- 早川書房
  - ハヤカワ・ポケット・ミステリ（HAYAKAWA POCKET MYSTERY BOOK）
- PHP研究所
  - PHP NOVELS
- 双葉社
  - フタバノベルス（FUTABA NOVELS）
- 南雲堂
  - SSKノベルス

### 廃刊・休刊
- 朝日新聞出版
  - ソノラマノベルス（SONORAMA NOVELS）
- アスキー→エンターブレイン
  - アスペクトノベルス（ASPECT NOVELS）
- 角川書店
  - 角川小説新書
  - カドカワノベルズ（KADOKAWA NOVELS）
- 徳間書店
  - トクマ・ノベルズ新伝奇
  - トクマ・ノベルズ・ミオ
- 日本文芸社
  - KAREN新書
  - 日文ノベルス
- ワニブックス
  - CaRROT NOVELS
- 栄光出版社
  - エイコー・ノベルズ
- ワンツーマガジン社
  - 1 2 pocket novels
- 天山出版
  - 天山ノベルス（Tenzan novels）
- 飛天出版
  - HITEN NOVELS
- ナショナル出版
  - National novels
- 郵研社
  - Horn novels

- 角川春樹事務所
  - ハルキ・ノベルス
- 大和書房
  - 大和ノヴェルス（Daiwa novels）
- 光風社出版
  - Kofusha novels
- 勁文社
  - ケイブンシャノベルス
- シャピオ
  - Chapiot novels
- 小学館
  - 小学館NOVELS
  - 文芸ポストNOVELS
- 講談社
  - ロマンブックス
- 河出書房
  - 河出新書
- 日本文華社
  - 文華新書
- 桃源社
  - ポピュラーブックス
- スコラ
  - スコラ・ノベルズ（Scholar novels）
- 大陸書房
  - 大陸ノベルス（Tairiku novels）
- 日本出版社
  - エクセル・ノベルズ（Excel novels）

## 児童書
- KADOKAWA
  - 角川つばさ文庫
- 講談社
  - 青い鳥文庫
- ポプラ社
  - ポプラカラフル文庫
  - ポプラポケット文庫
- 集英社
  - 集英社みらい文庫
- 小学館
  - 小学館ジュニア文庫
  - ジュニアシネマ文庫
- 岩崎書店／金の星社／童心社／理論社
  - フォア文庫
- 静山社
  - 静山社ペガサス文庫
- 岩波書店
  - 岩波少年文庫
- 福音館
  - 福音館文庫
- 双葉社
  - 双葉社ジュニア文庫

## ライトノベル
- 集英社
  - ジャンプ ジェイ ブックス

### 廃刊・休刊
- 角川書店
  - ニュータイプノベルズ
- 幻冬舎コミックス
  - 幻狼ファンタジアノベルス
- コナミデジタルエンタテインメント コナミ
  - コナミノベルス
- スクウェア・エニックス
  - EXノベルズ
  - スクウェア・エニックス・ノベルズ
- 徳間書店
  - トクマ・ノベルズEdge
- 毎日新聞出版
  - μNOVEL
- マッグガーデン
  - マッグガーデンノベルス
- リーフ出版
  - ZIGZAG NOVELS

## 少年向け
- 集英社
  - ジャンプ ジェイ ブックス（Jump J books）（2005年から版形変更された）

## 少女向け
- 小学館
  - FCαルルルnovels
- 白泉社
  - 花とゆめCOMICSスペシャル花とゆめノベルズ
  - 花とゆめCOMICSスペシャルLaLaノベルズ

## 男性向け
- キルタイムコミュニケーション
  - 二次元ドリームノベルズ
- パラダイム
  - パラダイムノベルス
- フランス書院
  - ハードXノベルズ

## 女性向け
- イースト・プレス
  - アズ・ノベルズ
- 大洋図書
  - SHYノベルス
- ハーレクイン
  - ハーレクイン・ロマンス
- 双葉社
  - Mノベルスf
- ブライト出版
  - ローズキーノベルズ
- リブレ出版
  - ビーボーイノベルズ
  - スラッシュノベルズ

### 廃刊・休刊
- ワニブックス
  - KIRARA NOVELS

## コミック
- 講談社
  - KCノベルス

## レーベル名のないノベルズを刊行している出版社
レーベル名を正式に定めずノベルズのシリーズを刊行している出版社がある。
- 新潮社 - 西村京太郎『生死の分水嶺・陸羽東線』など
- 文藝春秋 - 西村京太郎『消えたなでしこ』など
- 小学館 - 西村京太郎『十津川警部 犯人は京阪宇治線に乗った』など
- 集英社 - 西村京太郎『十津川警部 三陸鉄道北の愛傷歌』など